# Terrorisme en 1985

## Événements

### Février
- 28 février, Irlande du Nord : l'attaque au mortier du commissariat de Newry entraîne la mort de neuf policiers[1].

### Mars
- 8 mars, Liban : un attentat-suicide mené par le Hezbollah au Liban[Où ?] fait douze morts[2].
- 8 mars, Liban : un attentat à la voiture piégée dirigé contre Mohammad Hussein Fadlallah fait soixante morts et plus de deux cents blessés[3]. Fadlallah n'est pas touché.

### Avril
- 9 avril, Liban : un attentat-suicide à la voiture piégée contre un poste de Tsahal fait quatre morts[2].
- 12 avril, Espagne : une bombe explose dans le restaurant El Descanso, près d'une base américaine, à Madrid. L'explosion fait dix-huit morts — tous espagnols — et blesse quatre-vingt-deux personnes, dont quinze Américains[4].

### Mai
- 1er mai, Belgique : une camionnette piégée explose à proximité du siège de la Fédération des entreprises de Belgique à Bruxelles, causant la mort de deux pompiers. L'attentat est revendiqué par les Cellules communistes combattantes, qui accusent la police de ne pas avoir transmis leur avertissement assez rapidement, la rendant responsable des deux morts causées par la bombe[5].
- 9 mai, Liban : un attentat-suicide à la mallette piégée contre un point de contrôle de l'armée du Liban du Sud fait deux morts[2].
- 20 mai, Irlande du Nord : l'explosion d'une bombe près d'un poste-frontière désaffecté de la région de Newry coûte la vie à quatre policiers[6].

### Juin
- 15 juin, Liban : un attentat-suicide à la voiture piégée contre un poste de Tsahal, à Beyrouth, fait vingt-trois morts[2].
- 19 juin, Allemagne : l'explosion d'une bombe à l'aéroport de Francfort fait trois morts et trente-deux blessés[7].
- 20 juin, Népal : une série d'attentats à la bombe coordonnés fait 8 morts et de nombreux blessés[8].
- 23 juin, Canada : l'explosion du vol 182 d'Air India, parti de Montréal et à destination de Londres puis Delhi, fait trois cent vingt-neuf victimes[9].

### Août
- 8 août, Allemagne : l'attaque d'une base aérienne à Francfort, revendiquée par la Fraction armée rouge, cause la mort de trois soldats américains[4].

### Septembre
- 27 septembre, Belgique : deux fusillades éclatent dans des supermarchés Delhaize. La première, dans le magasin Braine-l'Alleud, fait trois morts et deux blessés. La seconde, dans le magasin d'Overijse, fait cinq morts et un blessé[réf. souhaitée].

### Novembre
- 5 et 6 novembre, Colombie : trente-cinq guérilleros du Movimiento 19 de Abril parviennent à s'emparer du palais de justice de Bogota. La reprise du bâtiment par l'armée fait près de cent morts[réf. souhaitée].
- 9 novembre, Belgique : une nouvelle fusillade dans un grand magasin Delhaize à Alost cause la mort de huit personnes et fait plusieurs[Combien ?] blessés[réf. souhaitée].
- 24 novembre, Égypte : des pirates de l'air tuent un passager américain sur un vol d'EgyptAir. L'attaque des forces de sécurité égyptiennes à Malte tourne mal : le bilan final est de soixante morts[4].

### Décembre
- 6 décembre, Belgique : l'explosion d'une bombe au palais de justice de Liège fait un mort[10].
- 23 décembre, Afrique du Sud : l'attentat d'Amanzimtoti fait 5 morts et 40 blessés (bombe dans une poubelle d'un centre commercial), commis par un membre d'Umkhonto we Sizwe.
- 27 décembre, Italie : une fusillade éclate à l'aéroport de Rome, faisant seize morts et quatre-vingt-dix-neuf blessés[7],[4].
- 27 décembre, Autriche : quelques minutes plus tard, une seconde fusillade éclate à l'aéroport de Vienne, faisant trois morts et trente-neuf blessés[11],[7],[4].